# マイネルリマーク
マイネルリマーク（欧字名:Meiner Remark）は、日本の競走馬。主な勝ち鞍に1993年の共同通信杯4歳ステークス。

## 経歴
3歳夏、新潟競馬場芝1200メートルの新馬戦を勝ち上がり、続いて同じ条件の新潟3歳ステークスで4着。この時点で騎乗した大塚栄三郎は、クラシックを狙える素質があると感じ取っていた。調教師の高橋裕は、入厩した当初から長い距離に適性があると考えていたことから距離延長を決断。9月末にはマイルの芙蓉ステークスに臨み、2着となった。おおよその適性を掴んだ高橋は、中長距離のない時期の出走を見送って休養を選択。笹針を伴う休養して年をまたいで4歳、翌1993年1月に戦線復帰した。3歳の頃はおとなしく、高橋によれば「デビュー前なら女のコや子供でも乗れた」と話すほどだったが、年をまたいでからは一変し、パドック周回を一人ではできなくなるくらいに荒くなっていた。そうして臨んだ初戦の若竹賞、そしてジュニアカップは共に2着だった。
続いて2月14日、連続2着で2回目の重賞挑戦となる共同通信杯4歳ステークスに挑んでいた。9頭立てとなる中、うち4頭が関西馬であり、マイネルリマークは迎え撃つ立場となった。人気の中心は、遠征してきた関西馬が占めていた。特に人気を集めたのはビワハヤヒデだった。デビューから無敗の3連勝で重賞優勝を果たし、断然の人気で朝日杯3歳ステークスに臨むも、エルウェーウィンにハナ差すくわれ初黒星を喫していた。そんなビワハヤヒデの仕切り直しの一戦は注目されて、単勝オッズは1倍台。対するマイネルリマークは、10.8倍の4番人気だった。
スタートから逃げ馬がハイペースを演出する中、マイネルリマークは先行し、中団に構えたビワハヤヒデの前方に位置した。第3コーナーに差し掛かるところで、逃げ馬との距離を縮め、直線に入ってから進出して先頭を奪取し、後方にいるビワハヤヒデからの逃走を図った。ビワハヤヒデは進路を探して右往左往しており、追い遅れていた。終いになってマイネルリマークに迫ってきたが、粘って抵抗し先頭を守り切った。ビワハヤヒデにアタマ差先着して重賞戴冠を成し遂げた。
この後はクラシックに参戦したが、初戦の皐月賞の競走中に骨折して13着。秋に復帰して菊花賞に臨んだが下位敗退、ビワハヤヒデに優勝を許した。初めての古馬相手との一戦となった愛知杯はブービーの15着と惨敗した。
5歳になり、初戦のニューイヤーステークスは5着。その後は3戦連続惨敗となった。8か月ぶり、降級して1500万下での復帰となった霜月ステークス15着を最後に競走馬を引退することになった。

## 競走成績
以下の内容はnetkeiba.comの情報に基づく。
| 競走日     | 競馬場 | 競走名         | 格       | 距離（馬場）  | 頭 数 | 枠 番 | 馬 番 | オッズ （人気） | 着順 | タイム （上り3F） | 着差 | 騎手        | 斤量 [kg] | 1着馬（2着馬）     | 馬体重 [kg] |
| ---------- | ------ | -------------- | -------- | ------------- | ----- | ----- | ----- | --------------- | ---- | ----------------- | ---- | ----------- | --------- | ------------------ | ----------- |
| 1992.08.23 | 新潟   | 3歳新馬        |          | 芝1200m（良） | 7     | 3     | 3     | 002.70（2人）   | 01着 | R1:11.6（36.5）   | -0.5 | 0大塚栄三郎 | 53        | （カピトリーノ）   | 452         |
| 0000.09.06 | 新潟   | 新潟3歳S       | GIII     | 芝1200m（良） | 12    | 7     | 10    | 021.20（7人）   | 06着 | R1:11.4（37.0）   | -1.3 | 0大塚栄三郎 | 53        | ペガサス           | 448         |
| 0000.09.26 | 中山   | 芙蓉S          | OP       | 芝1600m（稍） | 9     | 8     | 9     | 010.00（4人）   | 02着 | R1:36.5（37.1）   | -0.2 | 0大塚栄三郎 | 53        | マリアキラメキ     | 452         |
| 1993.01.09 | 中山   | 若竹賞         | 500万下  | 芝2000m（良） | 10    | 1     | 1     | 005.50（2人）   | 02着 | R2:04.2（36.1）   | -0.0 | 0大塚栄三郎 | 55        | フェードタッチ     | 458         |
| 0000.01.23 | 中山   | ジュニアC      | OP       | 芝2000m（良） | 12    | 4     | 4     | 004.10（2人）   | 02着 | R2:03.3（36.9）   | -0.4 | 0大塚栄三郎 | 55        | ドージマムテキ     | 458         |
| 0000.02.14 | 東京   | 共同通信杯4歳S | GIII     | 芝1800m（良） | 9     | 5     | 5     | 010.80（4人）   | 01着 | R1:48.7（35.2）   | -0.0 | 0大塚栄三郎 | 55        | （ビワハヤヒデ）   | 458         |
| 0000.04.18 | 中山   | 皐月賞         | GI       | 芝2000m（良） | 18    | 5     | 9     | 038.70（7人）   | 13着 | R2:01.6（36.8）   | -1.4 | 0大塚栄三郎 | 57        | ナリタタイシン     | 456         |
| 0000.10.17 | 京都   | 京都新聞杯     | GII      | 芝2200m（良） | 10    | 8     | 10    | 026.30（7人）   | 08着 | R2:14.6（36.2）   | -1.3 | 0西浦勝一   | 57        | ウイニングチケット | 468         |
| 0000.11.07 | 京都   | 菊花賞         | GI       | 芝3000m（良） | 18    | 7     | 13    | 083.4（16人）   | 13着 | R3:07.6（37.4）   | -2.9 | 0蛯名正義   | 57        | ビワハヤヒデ       | 468         |
| 0000.12.12 | 中京   | 愛知杯         | GIII     | 芝2000m（良） | 16    | 2     | 4     | 009.20（4人）   | 15着 | R2:02.8（38.3）   | -2.2 | 0大塚栄三郎 | 54        | ホマレオーカン     | 468         |
| 1994.01.16 | 中山   | ニューイヤーS  | OP       | 芝1600m（良） | 11    | 5     | 6     | 014.90（7人）   | 05着 | R1:34.9（36.6）   | -0.5 | 0大塚栄三郎 | 55        | キョウエイボナンザ | 474         |
| 0000.02.18 | 東京   | バレンタインS  | OP       | 芝1800m（良） | 14    | 4     | 5     | 008.90（3人）   | 09着 | R1:47.7（37.0）   | -1.5 | 0大塚栄三郎 | 55        | パワフルボーイ     | 474         |
| 0000.03.13 | 中山   | 中山記念       | GII      | 芝1800m（良） | 14    | 3     | 4     | 065.3（11人）   | 14着 | R1:51.0（38.7）   | -2.1 | 0大塚栄三郎 | 56        | サクラチトセオー   | 470         |
| 0000.03.26 | 中山   | 韓国馬事会杯   | OP       | 芝1600m（良） | 14    | 3     | 3     | 014.20（6人）   | 11着 | R1:35.7（37.5）   | -1.0 | 0大塚栄三郎 | 53        | フェイヴァーワン   | 470         |
| 0000.11.18 | 東京   | 霜月S          | 1500万下 | ダ1600m（良） | 16    | 8     | 15    | 238.2（15人）   | 15着 | R1:41.5（39.4）   | -3.9 | 0木幡初広   | 56        | タイキパイソン     | 476         |

## 血統表
| マイネルリマークの血統    | マイネルリマークの血統                 | マイネルリマークの血統  | （血統表の出典）        | （血統表の出典） |
| 父系                      | ノーザンダンサー系                     | ノーザンダンサー系      | ノーザンダンサー系      | [ § 2 ]          |
| 父 メリーナイス 1984 栗毛 | 父の父*コリムスキー Kolymsky 1975 栗毛 | Northern Dancer         | Nearctic                | Nearctic         |
| 父 メリーナイス 1984 栗毛 | 父の父*コリムスキー Kolymsky 1975 栗毛 | Northern Dancer         | Natalma                 |                  |
| 父 メリーナイス 1984 栗毛 | 父の父*コリムスキー Kolymsky 1975 栗毛 | Libro D Oro             | Francis S.              | Francis S.       |
| 父 メリーナイス 1984 栗毛 | 父の父*コリムスキー Kolymsky 1975 栗毛 | Libro D Oro             | Exclusive               |                  |
| 父 メリーナイス 1984 栗毛 | 父の母ツキメリー 1977 栗毛             | *シャトーゲイ           | Swaps                   | Swaps            |
| 父 メリーナイス 1984 栗毛 | 父の母ツキメリー 1977 栗毛             | *シャトーゲイ           | Banquet Bell            |                  |
| 父 メリーナイス 1984 栗毛 | 父の母ツキメリー 1977 栗毛             | メリーブラット          | *テスコボーイ           | *テスコボーイ    |
| 父 メリーナイス 1984 栗毛 | 父の母ツキメリー 1977 栗毛             | メリーブラット          | コンチネンタル          |                  |
| 母 ミヤカツヒメ 1984 鹿毛 | 母の父ホクトボーイ 1973 鹿毛           | *テスコボーイ           | Princely Gift           | Princely Gift    |
| 母 ミヤカツヒメ 1984 鹿毛 | 母の父ホクトボーイ 1973 鹿毛           | *テスコボーイ           | Suncourt                |                  |
| 母 ミヤカツヒメ 1984 鹿毛 | 母の父ホクトボーイ 1973 鹿毛           | *フイリバスター         | Busted                  | Busted           |
| 母 ミヤカツヒメ 1984 鹿毛 | 母の父ホクトボーイ 1973 鹿毛           | *フイリバスター         | Tugboat Annie           |                  |
| 母 ミヤカツヒメ 1984 鹿毛 | 母の母ヤマフアラ 1977 鹿毛             | *ファラモンド           | Sicambre                | Sicambre         |
| 母 ミヤカツヒメ 1984 鹿毛 | 母の母ヤマフアラ 1977 鹿毛             | *ファラモンド           | Rain                    |                  |
| 母 ミヤカツヒメ 1984 鹿毛 | 母の母ヤマフアラ 1977 鹿毛             | チェスミンスタ          | *ガバドール             | *ガバドール      |
| 母 ミヤカツヒメ 1984 鹿毛 | 母の母ヤマフアラ 1977 鹿毛             | チェスミンスタ          | *ビニイ                 |                  |
| 母系(F-No.)               | ビニイ(GB)系(FN:5-h)                   | ビニイ(GB)系(FN:5-h)    | ビニイ(GB)系(FN:5-h)    | [ § 3 ]          |
| 5代内の近親交配           | テスコボーイ 3×4=18.75%                | テスコボーイ 3×4=18.75% | テスコボーイ 3×4=18.75% | [ § 4 ]          |
| 出典                      | 1. 2. 3. 4.                            | 1. 2. 3. 4.             | 1. 2. 3. 4.             | 1. 2. 3. 4.      |

- 母ミヤカツヒメは、上山競馬や南関東競馬で競走馬として走り、上山の3歳優駿を優勝するなど31戦10勝の活躍を果たしていた。